# Castelo de Egeskov

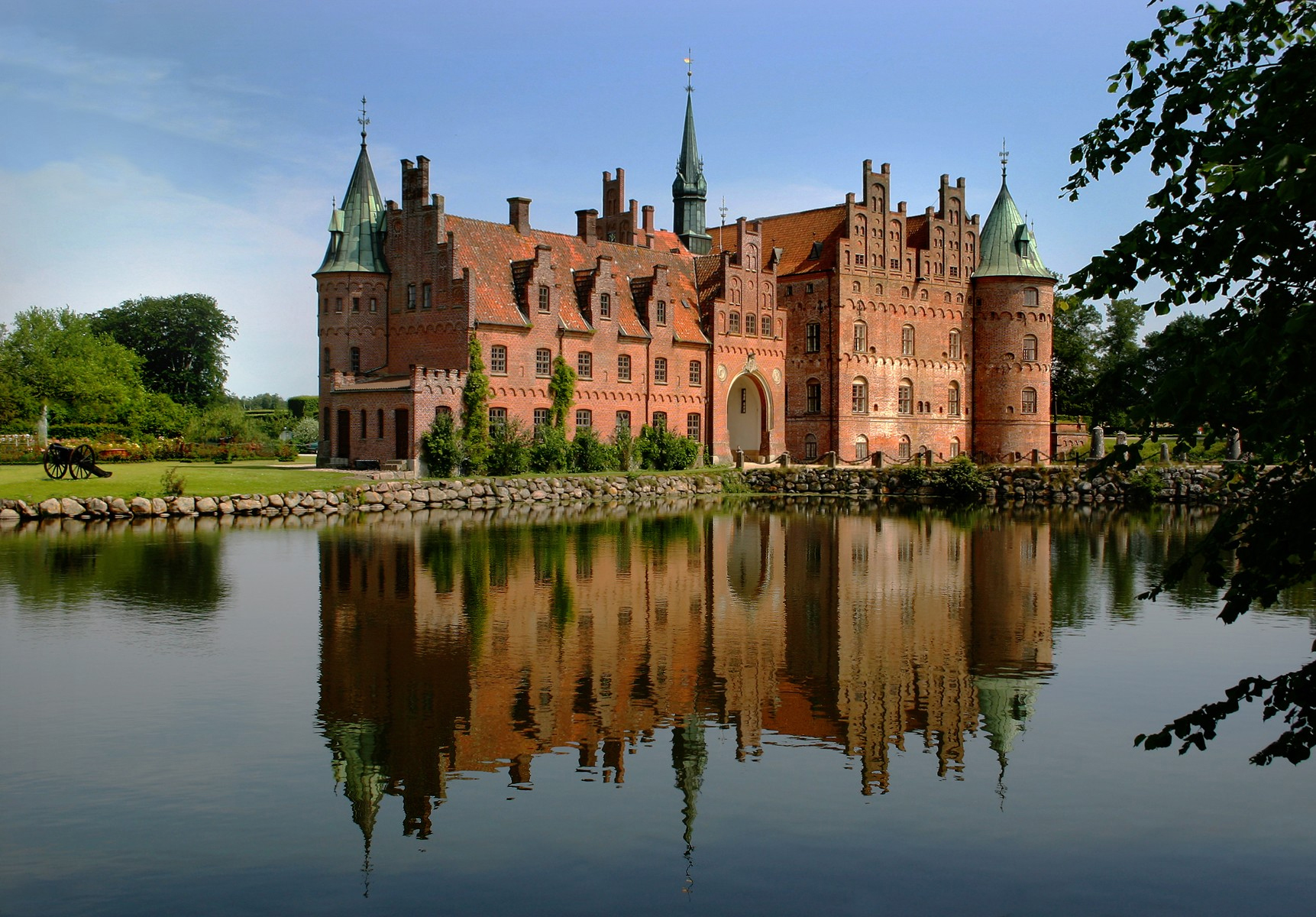
Castelo de Egeskov

O Castelo de Egeskov (em dinamarquês:  Egeskov Slot) está localizado ao sul da ilha de Fiónia, Dinamarca. A construção é o mais bem preservado castelo de fosso da arquitetura do Renascimento da Europa.

## História
Egeskov foi primeiramente mencionado em 1405. A estrutura do castelo foi erguida por  Frands Brockenhuus em 1554.
Devido aos problemas causados pela guerra civil conhecida como Rixa do conde (em dinamarquês:  Grevens fejde), uma desordem civil generalizada e uma guerra civil iniciando a Reforma Protestante, os nobres dinamarqueses construíam suas residências como fortalezas. O castelo foi construído sobre uma pilha de carvalho e localizado em um pequeno lago com profundidade máxima de 5 metros (16 pé)s. Originalmente, o único acesso era por meio de uma ponte levadiça. De acordo com a lenda, uma floresta inteira de carvalhos foi derrubada para construir as fundações, por isso o nome Egeskov  (floresta de carvalho).

## Arquitetura do castelo
O castelo consiste em dois longos prédios conectados por grossas paredes duplas, permitindo aos defensores abandonar uma casa e continuar lutando de outra. A parede dupla tem mais de um metro de espessura e continha escadarias secretas e um poço. Os defensores poderiam atacar os flancos do inimigo das duas torres redondas. Outras defesas medievais incluíam portas de artilharia, mata-cães e balestreiros. Os tijolos do castelo foram feitos acima do tamanho médio da época medieval, algumas vezes chamados de "tijolos monges". As torres cônicas foram construídas em uma série de painéis separados.
A arquitetura inclui algum dos primeiros sistemas domésticos de encanamento usados na Europa com veios para resíduos. A grossa parede dupla também contém um poço de água que era acessado pelos criados da cozinha na casa oeste. Muitos dos grandes quartos tem massivas vigas expostas entalhadas.

## Pertences do castelo
Os pertences do castelo incluem um massivo baú de ferro do começo do século 16, que veio do Castelo de Hvedholm, uma propriedade antigamente pertencente ao patrimônio de Egeskov por volta de 10 quilômetros a oeste.
Inúmeras pinturas a óleo são encontradas no castelo incluindo uma gigantesca pintura no grande salão do primeiro andar retratando o almirante Niels Juel que derrotou as forças do Império Sueco na Batalha de Køge Bay no ano de 1677.

## Jardins e terras
Outras construções pertencentes à Egeskov incluem o Ladegården, uma construção de palha em uma técnica chamada enxaimel que agora é parte do museu. Outras instalações são usadas pelo museu e para cultivo. Circulando o castelo está um antigo parque, cobrindo cerca de 20 hectares (49 acres) de terra. O parque é dividido em um número de jardins. Os jardins renascentistas apresentam fontes, um caminho de cascalho e figuras em topiária. O jardim de fuchsias, um dos maiores da Europa, contém 104 espécies diferentes. Outros jardins próximos ao castelo incluem um jardim inglês, um jardim aquático, um jardim de ervas, um jardim para vegetais, um jardim camponês  (bondehave). Os jardins também apresentam quatro labirintos de folhas vivas. O mais antigo é um labirinto de faia, com centenas de anos de idade. Este jardim é aparado todo ano prevenindo a morte das árvores. O mais novo labirinto é o maior feito em bambu. Inclui uma torre chinesa no centro e uma ponte partindo da torre provem a saída do labirinto. Os parques incluem ainda um relógio de sol de três metros de altura desenhado pelo poeta dinamarquês e matemático, Piet Hein.
O total de terras da propriedade inclui oito quilômetros quadrados adicionais; 2,5 quilômetro quadrados (0,97 sq mi) são florestas, com o restante sendo reservado para agricultura. A propriedade pertence à família Ahlefeldt-Laurvig-Bille desde 1784. Em 1986, uma réplica em tamanho real do castelo foi construída em Hokkaido, Japão, para abrigar um aquário. Foi construída com a permissão dos proprietários de Egeskov na época, Conde Claus e Condessa Louisa Ahlefeldt-Laurvig-Bille.

## Museus
Egeskov é a casa do seguintes museus:
- Coleção de automóveis antigos
- Coleção de motocicletas antigas
- Coleção descrevendo a história da agricultura
- Coleção de veículos voadores
- Coleção de veículos Falck e outros veículos para emergências

A maioria do castelo é aberta ao público, exceto as áreas usadas pelo conde Michael Ahlefeldt-Laurvig-Bille e pela condesa Caroline Ahlefeldt-Laurvig-Bille. O museu de agricultura e uma coleção de vagões para transporte de cavalos estão localizados na construção Ladegård mencionada anteriormente.
Três construções modernas são ocupadas por uma coleção de automóveis antigos, uma coleção de motocicletas antigas, uma coleção de veículos Falck e uma coleção de aviões e helicópteros. A coleção Falck é uma coleção de veículos da companhia de resgate dinamarquesa,  Falck, veículos de emergência como carros de bombeiro, ambulâncias, barcos de resgate e outros veículos de emergência.

## Lista de proprietários
| De      | Até     | Proprietário                                                         |
| ------- | ------- | -------------------------------------------------------------------- |
| c. 1405 | c. 1405 | Lydike e Jørgen Skinkel                                              |
| c. 1470 | c. 1470 | Johan Sinkel                                                         |
| 1516    | 1516    | Otto e Poul Skinkel                                                  |
| 1518    | 1533    | Laurids Skinkel                                                      |
| 1533    | 1536    | Hilleborg Pedersdatter Bille e suas filhas Anne, Hilleborg e Rigborg |
| 1536    | 1545    | Anne, Hilleborg e Rigborg                                            |
| 1545    | 1569    | Frands Brockenhuus                                                   |
| 1569    | 1604    | Laurids Brockenhuus                                                  |
| 1604    | 1615    | Herdeiros de Laurids Brockenhuus                                     |
| 1615    | 1615    | Hans Pogwish                                                         |
| 1616    | 1630    | Jacob Ulfeldt                                                        |
| 1630    | 1640    | O filho de Jacob Ulfeldt                                             |
| 1640    | 1648    | Laurids Ulfeldt                                                      |
| 1648    | 1656    | Oluf Parsberg                                                        |
| 1656    | 1666    | Otto Krag                                                            |
| 1666    | 1688    | Anna Rosenkrantz                                                     |
| 1688    | 1713    | Niels Krag the Elder                                                 |
| 1713    | 1722    | A viúva de Niels Krag                                                |
| 1722    | 1740    | Niels Krag the Younger                                               |
| 1740    | 1784    | Sofie Juel                                                           |
| 1784    | 1789    | Henrik Bille-Brahe                                                   |
| 1789    | 1810    | Car. Agnese Raben                                                    |
| 1810    | 1857    | Preben Bille-Brahe                                                   |
| 1857    | 1871    | Fr. Siegfried Bille-Brahe                                            |
| 1871    | 1882    | Frantz Preben Bille-Brahe                                            |
| 1882    | 1912    | Jul. Ahlefeldt-Laurvig-Bille                                         |
| 1912    | 1919    | C. Jessy Bille-Brahe                                                 |
| 1919    | 1946    | Fr. Pr. Ahlefeldt-Laurvig-Bille                                      |
| 1946    | 1985    | Gregers e Nonni Ahlefeldt-Laurvig-Bille                              |
| 1985    | 1994    | Claus e Louisa Ahlefeldt-Laurvig-Bille                               |
| 1994 —  | 1994 —  | Michael e Caroline Ahlefeldt-Laurvig-Bille                           |

## Galeria

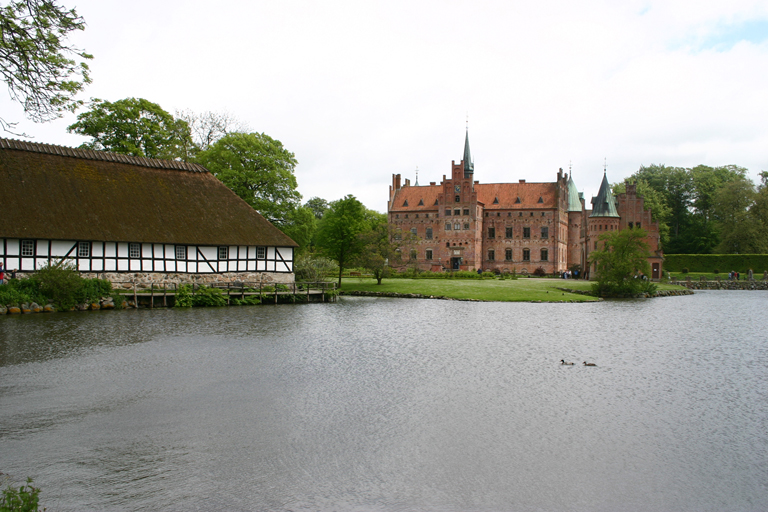
Vista exterior
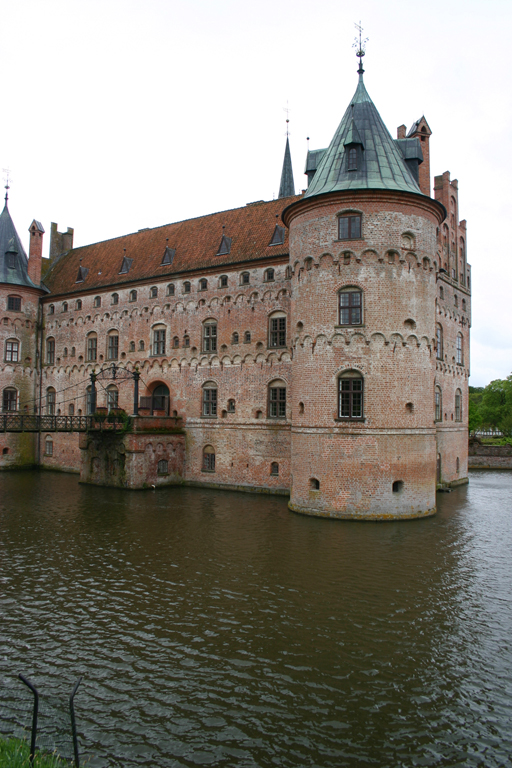
Vista exterior
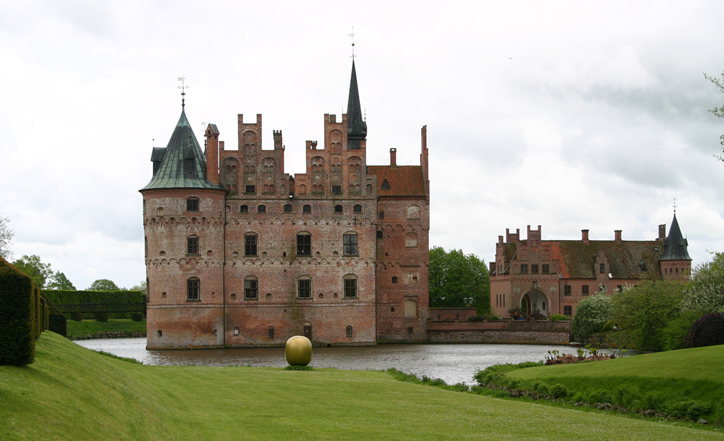
Vista exterior
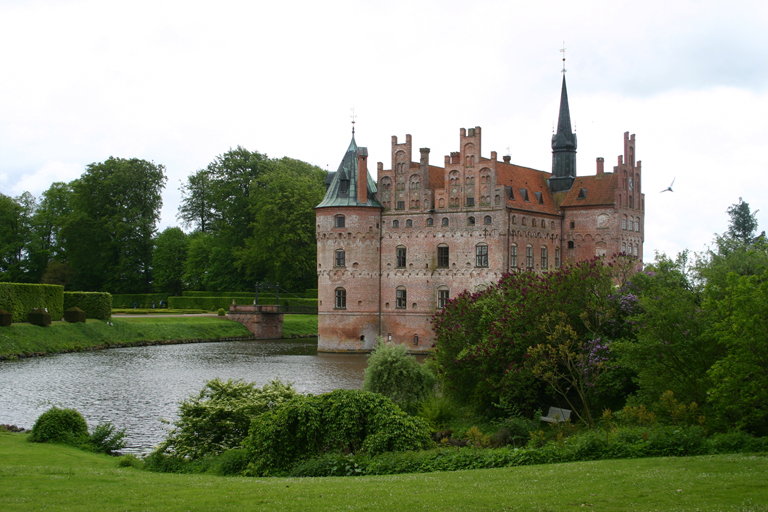
Vista exterior

## Literatura
- Lassen, Erik; Espen-Hansen, Inge (1982). Egeskov: The History of the Estate : the Architecture of the Building : Egeskov Park and Gardens. [S.l.]: Egeskov